# 阿爾丁 (新澤西州)
阿爾丁（英語：Aldine）是位於美國新澤西州塞勒姆縣的非建制地區。

## 歷史
阿爾丁的郵局於1886年設立，其後於1906年停運。

## 地理
阿爾丁所處的海拔為高於海平面39米（即128英呎），而該地所採用的時區為UTC-5，即北美东部时区（EST）。同時該地設有夏令時間，為UTC-5調快一小時，即UTC-4（EDT）。